# Hannes Löhr
Johannes «Hannes» Löhr (Eitorf, Alemania nazi; 5 de julio de 1942-Colonia, Alemania; 29 de febrero de 2016) fue un jugador y entrenador de fútbol alemán. En su etapa como jugador profesional se desempeñaba como delantero. 
Fue el entrenador de la selección olímpica de Alemania Federal que ganó la medalla de bronce en los Juegos Olímpicos de 1988 en Seúl.

## Selección nacional
Fue internacional con la selección de Alemania Federal en 20 ocasiones y convirtió 5 goles. Fue campeón de la Eurocopa 1972 (sin jugar partidos) y formó parte de la selección que obtuvo el tercer lugar en la Copa del Mundo de 1970.

### Participaciones en Copas del Mundo
| Mundial                        | Sede   | Resultado    | Partidos | Goles |
| ------------------------------ | ------ | ------------ | -------- | ----- |
| Copa Mundial de Fútbol de 1970 | México | Tercer lugar | 6        | 0     |

### Participaciones en Eurocopas
| Copa          | Sede    | Resultado | Partidos | Goles |
| ------------- | ------- | --------- | -------- | ----- |
| Eurocopa 1972 | Bélgica | Campeón   | 0        | 0     |

## Equipos

### Como jugador
| Equipo                   | País             | Año       |
| ------------------------ | ---------------- | --------- |
| Sportfreunde Saarbrücken | Alemania Federal | 1963-1964 |
| FC Colonia               | Alemania Federal | 1964-1978 |

### Como entrenador
| Equipo                      | País             | Año       |
| --------------------------- | ---------------- | --------- |
| FC Colonia (asistente)      | Alemania Federal | 1979-1980 |
| FC Colonia                  | Alemania Federal | 1983-1986 |
| Selección nacional olímpica | Alemania Federal | 1988      |
| Selección nacional sub-21   | Alemania         | 1990-2002 |

## Palmarés

### Campeonatos nacionales
| Título            | Equipo     | País             | Año  |
| ----------------- | ---------- | ---------------- | ---- |
| Copa de Alemania  | FC Colonia | Alemania Federal | 1968 |
| Copa de Alemania. | FC Colonia | Alemania Federal | 1977 |
| Copa de Alemania  | FC Colonia | Alemania Federal | 1978 |
| Bundesliga        | FC Colonia | Alemania Federal | 1978 |

### Copas internacionales
| Título   | Equipo           | Sede    | Año  |
| -------- | ---------------- | ------- | ---- |
| Eurocopa | Alemania Federal | Bélgica | 1972 |

### Distinciones individuales
| Distinción                                 | Año  |
| ------------------------------------------ | ---- |
| Máximo goleador de la Regionalliga Südwest | 1964 |
| Máximo goleador de la Bundesliga           | 1968 |